# Nikandrosz (orvos)

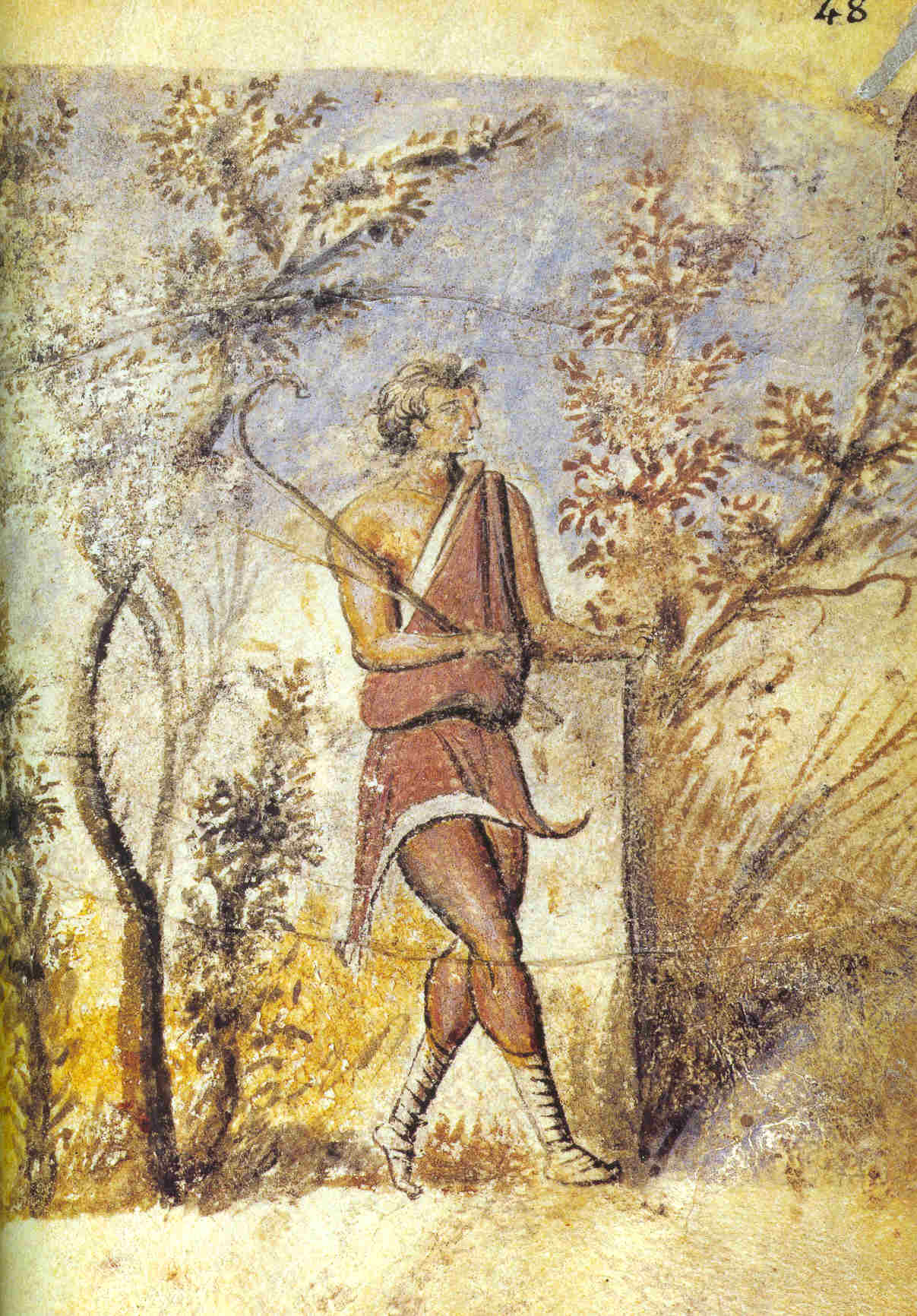
Nikandrosz: Theriaca. 10. század, Konstantinápoly

Kolophóni Nikandrosz (Νίκανδρος ὁ Κολοφώνιος, i. e. 197 körül, Kolophón–Klarosz – i. e. 130 körül, Pergamon) görög orvos, költő, nyelvtudós. Neve a νικη (niké = győzelem) és ανδρος (androsz = férfi) görög szavak összetétele.

## Élete és művei
Kolophón város mellett, Klaroszban született (ma a törökországi Ahmetbeyli, İzmir). Családjában öröklődött Apolló papjának hivatala. III. Attalosz pergamoni király uralkodása alatt működött. Verses és prózai műveket is írt, de csak két verse maradt fenn egészben. A hosszabbik, a Thériaka hexameterben íródott, 958 soros vers a mérgező állatokról és az általuk okozott sebekről. A 630 hexameteres soros Alexipharmaka mérgekről és ellenszereikről szól. Orvosi témákban Nikandrosz legtöbb ismerete Apollodórosz orvostól származott.
Elveszett művei közül a Heteroeumena mitikus témájú eposz, melyet Ovidius is felhasznált az Átváltozásokban, és melyet Antoninus Liberalis összefoglalt. Másik elveszett műve a  Georgica, melyből több nagyobb részlet is fennmaradt; talán ezt utánozta Vergilius.
Nikandrosz műveit dicsérte Cicero (De oratore, i. 16), utánozta Ovidius és Lucanus, valamint gyakran idézte idősebb Plinius és más írók is.

## Műveinek listája

### Fennmaradt versek
- Thériaka
- Alexipharmaka
- Epigrammák[3]

### Elveszett versek
- Cimmerii
- Europia
- Georgica („Földművelés”)
- Heteroeumena („Átváltozások”)
- Hyacinthus
- Hymnus ad Attalum („Himnusz Attaluszhoz”)
- Melissourgica („Méhészkedés”)
- Oetaica
- Ophiaca
- Sicelia
- Thebaica

### Elveszett prózai művek
- Aetolica („Aitólia története”)
- Colophoniaca („Kolophón története”)
- De Poetis Colophoniis („A kolophóni költőkről”)
- Glossae („Nehéz szavak”)

## Külső hivatkozások
- An ancient Life of Nicander, from the scholia
- Alexipharmaka at Google books
- Nikandros: Scholia vetera in Nicandri Alexipharmaca : e codice Gottingensi edita : adiecit sunt scholia recenta. Editiones Criticae Scriptorum Graecorum et Romanorum. Sumptibus Academiae Litterarum Hungaricae, Budapest. 1891.